# Thunder Force III
Thunder Force III ist ein 2D-Shoot-’em-up von Technosoft und erschien im Jahr 1990 für das Sega Mega Drive. Es ist der dritte Teil der Thunder-Force-Reihe. Das Spiel wurde als Thunder Force AC für die Spielhalle portiert. Im Jahr 1991 erschien eine Portierung für das SNES unter dem Namen Thunder Spirits.

## Spielinhalt
Thunder Force III ist ein überwiegend von links nach rechts scrollender Weltraumshooter. Im Gegensatz zu seinem Vorgänger wurde auf Level aus der Vogelperspektive verzichtet, andere Eigenheiten wie beispielsweise das Waffen- und Upgrade-System wurden beibehalten. Neu sind zwei weitere Besonderheiten: Von den insgesamt acht Levels können die ersten fünf in beliebiger Reihenfolge absolviert werden, und der Spieler kann die Fluggeschwindigkeit des von ihm gesteuerten Raumschiffs in vier Stufen umschalten.
In den Portierungen für die Spielhalle und das SNES entfällt die Möglichkeit der Levelwahl, bei letzterer Fassung wurden zudem einige Level umgestaltet.

## Rezeption
In der Fachpresse wurde das Spiel größtenteils begeistert aufgenommen. Martin Gaksch bewertete das Spiel in der Zeitschrift Power Play mit 85 von 100 möglichen Punkten und nannte das Spiel „die definitive Action-Orgie fürs Mega Drive“. Er hob dabei das lernorientierte Leveldesign hervor, das für Motivation sorge, da „man immer ein Stückchen weiter vorankomm[e]“, nannte die Extrawaffen „genial“ und zog das Fazit, „[k]ein Action-Freak komm[e] an diesem Edel-Modul vorbei, egal wieviel und welche anderen Ballerspiele er schon besitzt.“
Diese Einschätzung teilt die Zeitschrift Video Games und listete in Ausgabe 1/1991 das mit 87 % bewertete Thunder Force III auf der Liste der „besten Mega-Drive-Spiele“ auf Platz 3 hinter The Revenge of Shinobi und Klax. Kommentiert wurde dabei, dass das Spiel „so ziemlich alles [biete], was Herz und Daumen eines Actionspielers erfreu[e].“ Dabei glänze jeder Level „durch abwechslungsreiche Grafik, brillanten Sound und einfallsreiche Endgegner.“ Retrospektiv beurteilte auch Peter Braun von der Zeitschrift Megablast das Spiel sehr positiv. In einem Rückblick auf die Mega-Drive-Teile der Serie bewertete er Thunder Force III mit 85 % und lobte „abwechslungsreiche Gegnerformationen, toll gezeichnete Hintergründe, betörende Rhythmen und explosive FX“ und betonte zudem, es gehe beim Spiel stets fair zu. 2014 wurde Thunder Force III schließlich in einem Rückblick der Zeitschrift Retro auf Platz 11 der besten Mega-Drive-Spiele gelistet, wobei angemerkt wurde, es handele sich bei dem Spiel um das beste Shoot ’em up für die Konsole.
Zu einer negativen Einschätzung des Spiels gelangte dagegen Christian Müller in der Play Time. Er kritisierte vor allem technische Mängel wie das kleine Sprite des Spieler-Raumschiffes, die unübersichtlich kontrastreiche Hintergrundgrafik und das „lieblos in Schreibmaschine abgetippt[e]“ Handbuch. Müller nannte das Spiel abschließend „eine echte Low-Budget-Produktion“, die „das Meer der Massenware noch ein wenig massiger“ mache, und bewertete es mit lediglich 36 %. Auch die SNES-Umsetzung Thunder Spirits wurde kritisiert. Julian Eggebrecht bewertete die Portierung in der Video-Games-Ausgabe 2/1992 mit 59 % und monierte, Grafik und Spielbarkeit seien jeweils zwar vom Mega-Drive-Original abgekupfert, „aber immer ein bisschen schlechter als beim Original.“ Auch ruckele die Grafik teilweise drastisch, was zu jener Zeit ein übliches Problem von Shoot'em ups auf dem SNES war. Andernorts nannte Peter Braun in seinem schon erwähnten Rückblick auf die Serie die SNES-Portierung beiläufig einen „Tiefpunkt der 16Bit-Historie“.